# Anna Whitlock
Ana Whitlock (13 de junio de 1852-16 de junio de 1930) fue una pedagoga reformista, periodista, sufragista y feminista sueca. Cofundadora y dos veces presidenta de la Asociación Nacional para el Derecho al Voto Político de la Mujer (LKPR).

## Biografía
Anna Whitlock era hermana de la feminista y autora Ellen Whitlock (1848–1936). Cuando su padre, un hombre de negocios moderadamente acomodado, se arruinó, la familia fue apoyada por su madre, que era muchos años más joven que su padre, se formó como fotógrafa y trabajó como traductora para mantener a la familia. Se dice que Whitlock se interesó por los problemas de la mujer gracias a su madre. Después de una herencia, Sophie Whitlock se dedicó a la construcción, hizo construir edificios de apartamentos para mujeres profesionales y también trabajó como secretaria de la organización de mujeres Fredrika Bremer Association. Anna Whitlock se graduó en la Escuela Superior de Formación de Profesores de Estocolmo en 1875 y luego estudió en el extranjero. Trabajó como maestra en Adolf Fredriks folkskola en Estocolmo en 1869-1870 y como institutriz en Finlandia en 1870-1872 antes de alistarse como estudiante en el Högre lärarinneseminariet en Estocolmo, donde se graduó en 1875. Entre 1876 y 1878 estudió lengua y pedagogía en Suiza, Italia y Francia. Durante sus estudios en Francia, fue corresponsal de Aftonbladet en París.

## Trayectoria profesional

### Reformadora educativa
En 1878, fundó una escuela en Estocolmo con Ellen Key, conocida más tarde como Stockholms nya samskola (Nueva Escuela mixta de Estocolmo) y más tarde como Whitlockska samskolan (Escuela Coeducativa Whitlock), y trabajó como directora desde su fundación hasta 1918. Esta fue una institución pionera, aplicando una nueva pedagogía con consejos estudiantiles autónomos, días de padres, lectura de concentración, libre elección de materias y un cambio entre trabajo práctico y teórico. En 1893 la escuela se hizo mixta lo cual fue muy progresista, normalmente solo las escuelas primarias  eran mixtas en Suecia en ese momento. Pronto además se convirtió en una de las primeras escuelas de nivel educativo superior en ser mixta en Suecia. Debido a la estricta tolerancia religiosa de su escuela, se hizo popular entre los no luteranos como los judíos. Su escuela fue exitosa, recibió apoyo del gobierno y el derecho a emitir títulos profesionales.

### Reformadora social y sufragista
Descrita como un personaje liberal y actualizado con visiones progresistas modernas, también participó activamente en la política, el debate público y la reforma. Su madre había sido la primera secretaria del sindicato Fredrika Bremer y, por lo tanto, entró en contacto temprano con el tema de la mujer. Fue miembro de la junta directiva de Föreningen för religionsfrihet (Libertad para la libertad religiosa) durante varios años en la década de 1880. Expresó sus puntos de vista liberales con respecto a la religión como oradora y publicó un trabajo sobre este tema: Skolans ställning till religionsundervisningen i Sverige och andra länder (La posición de la escuela con respecto a la enseñanza de la religión en Suecia y otras naciones). En ese momento, el tema de la religión en la educación escolar normalmente solo consistía en la educación del estudiante en su propia religión, la del estado y nada más. Whitlock se opuso a esto e hizo que el tema fuera voluntario en su escuela. Participó activamente como oradora sobre geografía en el arbetarinstitut de Estocolmo (Instituto de Trabajadores de Estocolmo) desde 1882 hasta 1897. También fue miembro de la junta directiva de la asociación, Frisinnade kvinnor (ahora Svenska Kvinnors Vänsterförbund ) en 1914-1923. Whitlock fue una de las primeras integrantes de la asociación de mujeres Nya Idun, fundada en 1885, y una de las primeras integrantes de su comité.
Whitlock es una de las principales pioneras del movimiento sufragista femenino en Suecia. Co-fundadora de la Asociación Nacional para el Derecho al Voto Político de las Mujeres -LKPR-. En 1902, se presentaron al Parlamento sueco dos mociones relativas a la reforma del sufragio femenino. Uno era del Ministro de Justicia Hjalmar Hammarskjöld, quien sugirió que los hombres casados tuvieran dos votos, ya que se podía considerar que votaban en lugar de sus esposas también. La otra moción fue presentada por Carl Lindhagen, quien sugirió el sufragio femenino. La sugerencia de Hammarskjöld despertó la ira entre las activistas por los derechos de las mujeres, que formaron un grupo de apoyo para la moción de Lindhagen. El 4 de junio de 1902, se fundó la Asociación Nacional para el Sufragio Femenino ( Föreningen för Kvinnans Politiska Rösträtt ) o FKPR: inicialmente una sociedad local de Estocolmo, se convirtió en una organización nacional al año siguiente. Fue miembro de la junta y presidenta dos veces entre 1903 y 1907 y desde 1911 hasta 1912. Escribió el primer llamamiento público  a las mujeres de Suecia en la prensa  para formar un movimiento de sufragio y organizó las reglas de la asociación. Tenía muy buena relación con su vicepresidenta, Signe Bergman, respetada por su capacidad, aunque personalmente liberal, para mantener la neutralidad política de la asociación. En 1911, cuando el movimiento sufragista se vio obligado a tomar una posición política contra los conservadores porque su partido era entonces el único que se oponía al sufragio femenino. La conservadora Lydia Wahlström renunció como presidenta debido a la respetada capacidad de ser neutral de Whitlock fue elegida para su segundo mandato como presidenta en 1911. En 1905, fundó Kvinnornas Andelsförening Svenska Hem, una asociación cooperativa que intentaba garantizar una mejor calidad de los alimentos. Esta asociación todavía existe hoy.
Está enterrada en el cementerio de Norra en Estocolmo.

## Premios y reconocimientos
- En 1918 recibió la medalla real sueca Illis quorum merruere labores (comúnmente llamada Illis Quorum ) por el rey Gustavo V de Suecia.[10]

- El Fondo Conmemorativo de Anna Whitlock ( Anna Whitlocks Minnesfond ) se fundó después de que se suspendiera su escuela en 1976 y aún otorga becas a los estudiantes.[11][12]
- El personaje principal de la serie de televisión de 2013 Fröken Frimans krig (" La guerra de Miss Friman "), Dagmar Friman (interpretada por Sissela Kyle ), se basó en Anna Whitlock.
- En 2018 se abrió la escuela secundaria de Anna Whitlock en Estocolmo.